# Sebastián Crismanich
Sebastián Eduardo Crismanich (Corrientes, 30 ottobre 1986) è un taekwondoka argentino.
Ha vinto la medaglia d'oro ai Giochi olimpici di Londra 2012 nella categoria 80 kg vincendo in finale contro lo spagnolo Nicolás García Hemme. Crismanich è quindi il primo atleta a vincere un oro olimpico individuale per l'Argentina dal 1948, quando Delfo Cabrera vinse la maratona e il primo argentino a vincere un oro nel taekwondo.

## Palmarès

### Giochi olimpici
- Oro a Londra 2012 (cat. 80 kg)

### Giochi panamericani
- Oro a Guadalajara 2011 (cat. 80 kg)